# Altstädtisches Rathaus (Danzig)

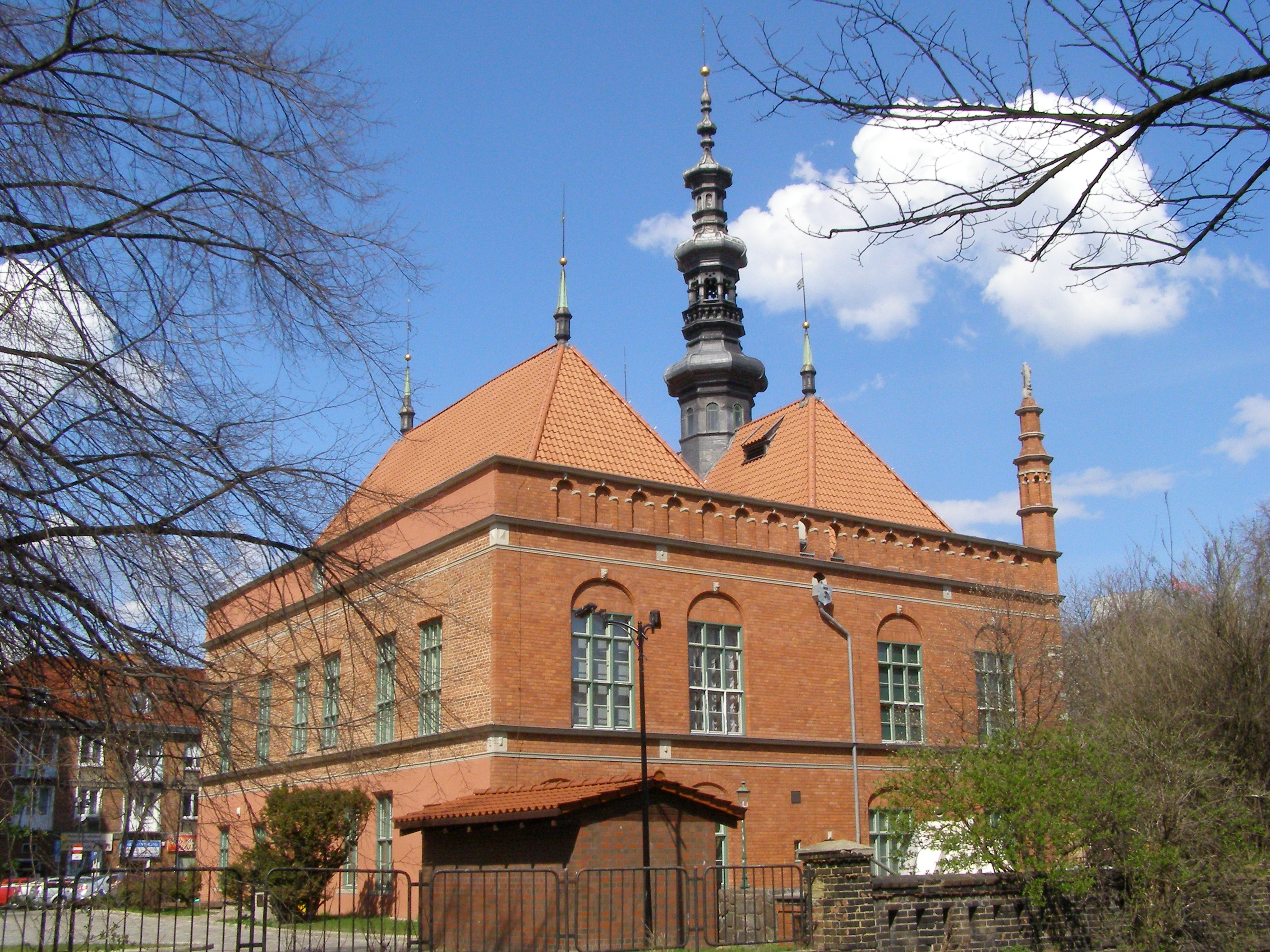
Altstädtisches Rathaus

Das Altstädtische Rathaus (polnisch: Ratusz Starego Miasta) ist ein manieristischer Backsteinbau in der Danziger Altstadt aus dem 16. Jahrhundert. Es befindet sich an der ul. Korzenna 35 (Pfefferstadt) unweit des Radaunekanals.

## Geschichte

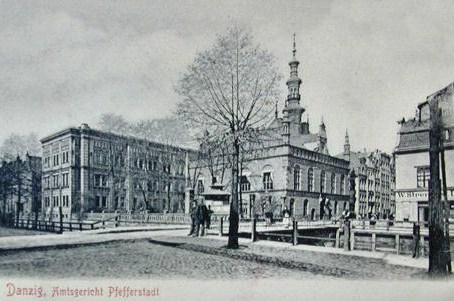
Postkarte des ehemaligen Amtsgerichts Pfefferstadt, um 1900

Seit wann an dieser Stelle ein Rathaus bestand, ist unbekannt. Um 1373 erhielt die Altstadt das Stadtrecht vom Deutschen Orden, von 1377 ist der erste Bürgermeister bekannt. 1382 wurde über den Bau eines neuen Rathauses berichtet. 1454 verlor die Altstadt nach der Unterstellung des Gebietes unter den polnischen König die Rechte einer eigenen Stadt.
Der jetzt erhaltene Bau wurde 1587 bis 1594 gebaut, der Baumeister war wahrscheinlich Anton van Obberghen. Seit 1807/13 war das Gebäude Sitz des Amtsgerichts, seit 1915 waren Abteilungen der Stadtverwaltung Danzig hier untergebracht.
1945 blieb das Rathaus weitgehend unzerstört, als einziges Gebäude der Pfefferstadt.
Heute befinden sich hier das Danziger Ostsee-Kulturzentrum, die  Buchhandlung eines Wissenschaftsverlags, eine Galerie und ein Café.

## Architektur

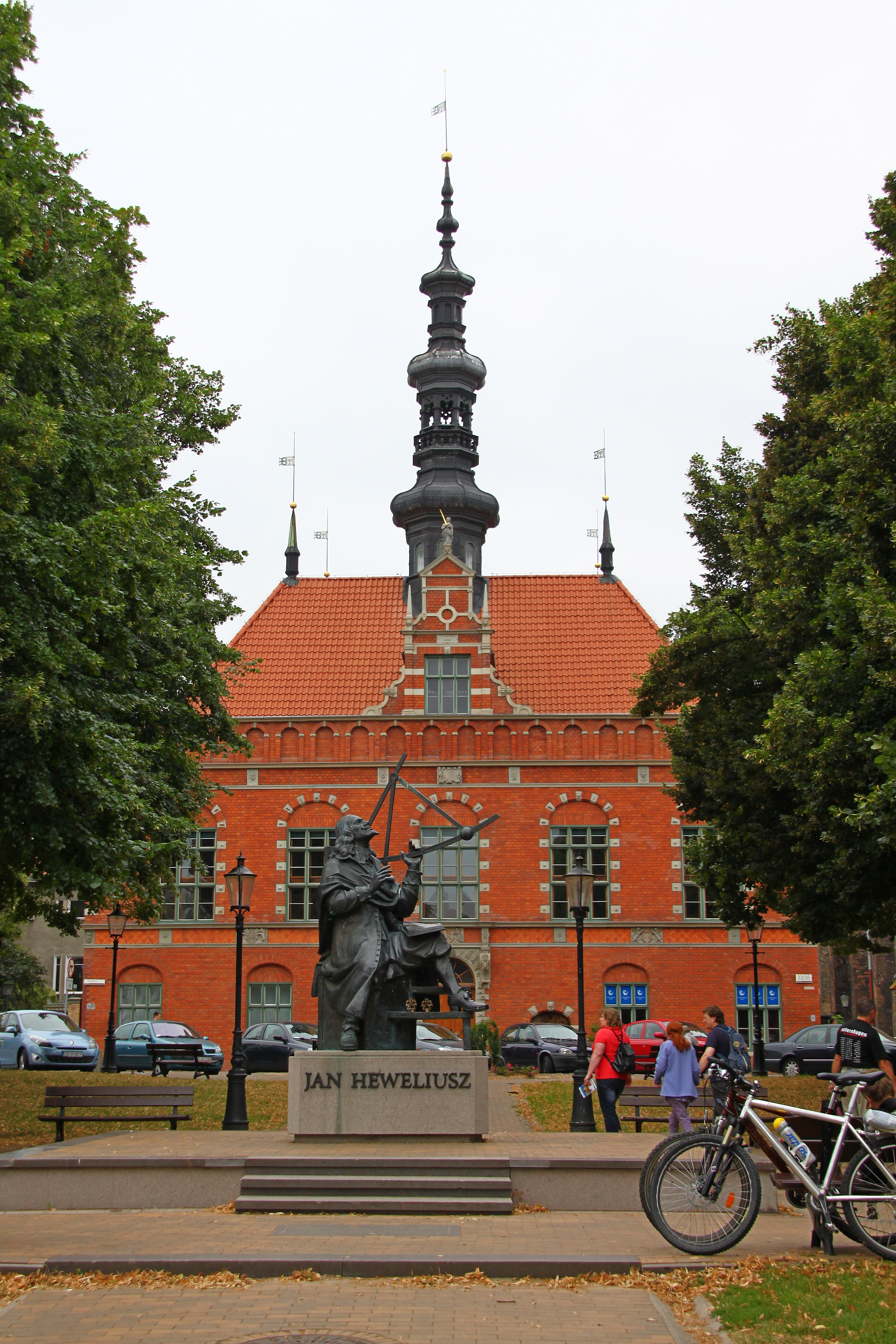
Altstädtisches Rathaus mit Hevelius-Denkmal

Das Altstädtische Rathaus ist ein nahezu quaderförmiger, zweigeschossiger Backsteinbau im Stil des flämischen Manierismus. Er besitzt eine Attika und schlanke Ecktürme. Der zentrale mittlere hohe Turm hat Ähnlichkeit mit dem des dänischen Schlosses Kronborg.
Auf dem Fries zwischen den beiden Etagen findet man die Wappen Polens, Preußens und Danzigs.
Für Teile der Innenausstattung wurden Elemente von zerstörten Bürgerhäusern der Pfefferstadt zusammengetragen.
Im Park am Rathaus steht ein Denkmal für Johannes Hevelius.

## Verwaltungsstrukturen und Persönlichkeiten
Im Altstädtischen Rathaus versammelte sich der Rat der Altstadt bis 1793. Von 1377 bis 1454 hatte er eigene Bürgermeister, die jährlich neu aus den Ratsherren gewählt wurden. Es gab einen ersten, sowie drei weitere Bürgermeister, so wie es in vielen Städten des Mittelalters und der frühen Neuzeit üblich war. Seit 1454 gab es nur noch ein Bürgermeisterquartett für die Rechtstadt und die Altstadt gemeinsam, das im Rechtstädtischen Rathaus saß. Der altstädtische Rat konnte nur noch einen Vorsitzenden wählen, der aber keine Bürgermeisterrechte mehr hatte.
Berühmtester Ratsherr im Altstädtischen Rathauses war der Bierbrauer und Astronom Johannes Hevelius, der 1660, 1669 und 1679 bis 1686 Vorsitzender war. In der Diele des Rathauses befindet sich seit 1887 eine Gedenktafel für ihn.